# RV Tauri típusú változócsillag
Az RV Tauri típusú változócsillagok olyan változócsillagok, melyeknek periódusa 50–150 nap, fényességváltozásuk nem teljesen szabályos. Fénygörbéjük nagyon jellegzetes: főminimumaik között mindig egy kisebb, mellékminimum található. F színképosztályba sorolhatók. Fényességgörbéjük jellemzői alapján két fotometriai alosztályba sorolhatóak (RVa: állandó középmagnitúdó; RVb: változó középmagnitúdó. Nevüket az RV Tauri változócsillagról kapták, aminek +9,8 és +13,3 magnitúdó közötti a fényességváltozása, periódusideje 78,7 nap.
Fényességváltozásukból arra következtethetünk, hogy átmenetet képeznek a cefeidák és a Mira változócsillagok között. Ugyanaz a mechanizmus, a hidrogén- és héliumionizáció gerjeszti őket, mint a cefeidákat. A Hertzsprung–Russell-diagramon való elhelyezkedésük viszont nem erre utal. Fejlődésükre több elméletet dolgoztak ki, egyik szerint az AGB-ről a fehér törpe állapotba (planetáris köddé) fejlődés fázisa. Többnyire a galaxiskoronghoz közeli csillagpopulációban fordulnak elő. Jellegzetességük, hogy legtöbbjük porkorongokat dob le, ami infravörös többletsugárzást eredményez (IRAS felvételek). A porburok ledobása szakaszokban történik, a legtöbb ilyen csillag 500 ezeréves nagyságrenddel ezelőtt dobta le porburkát. Azonosításuk a fénygörbe és a spektrális tulajdonságaik alapján történik. Több ilyen felfedezett objektumról utólag derült ki, hogy nem RV Tauri.